# Месје 35
Месје 35 (М35) је расејано звездано јато у сазвежђу Близанци које се налази у Месјеовом каталогу објеката дубоког неба.
Деклинација објекта је + 24° 21' 0" а ректасцензија 6h 9m 0,0s. Привидна величина (магнитуда) објекта М35 износи 5,1. М35 је још познат и под ознакама NGC 2168 OCL 466.